# ۸۳۸ (قمری)
۸۳۸ (قمری)، هشتصد و سی و هشتمین سال در گاهشماری هجری قمری است. اول محرم این سال برابر با شانزدهم اوت سال ۱۴۳۴ میلادی است.